# Caneta óptica

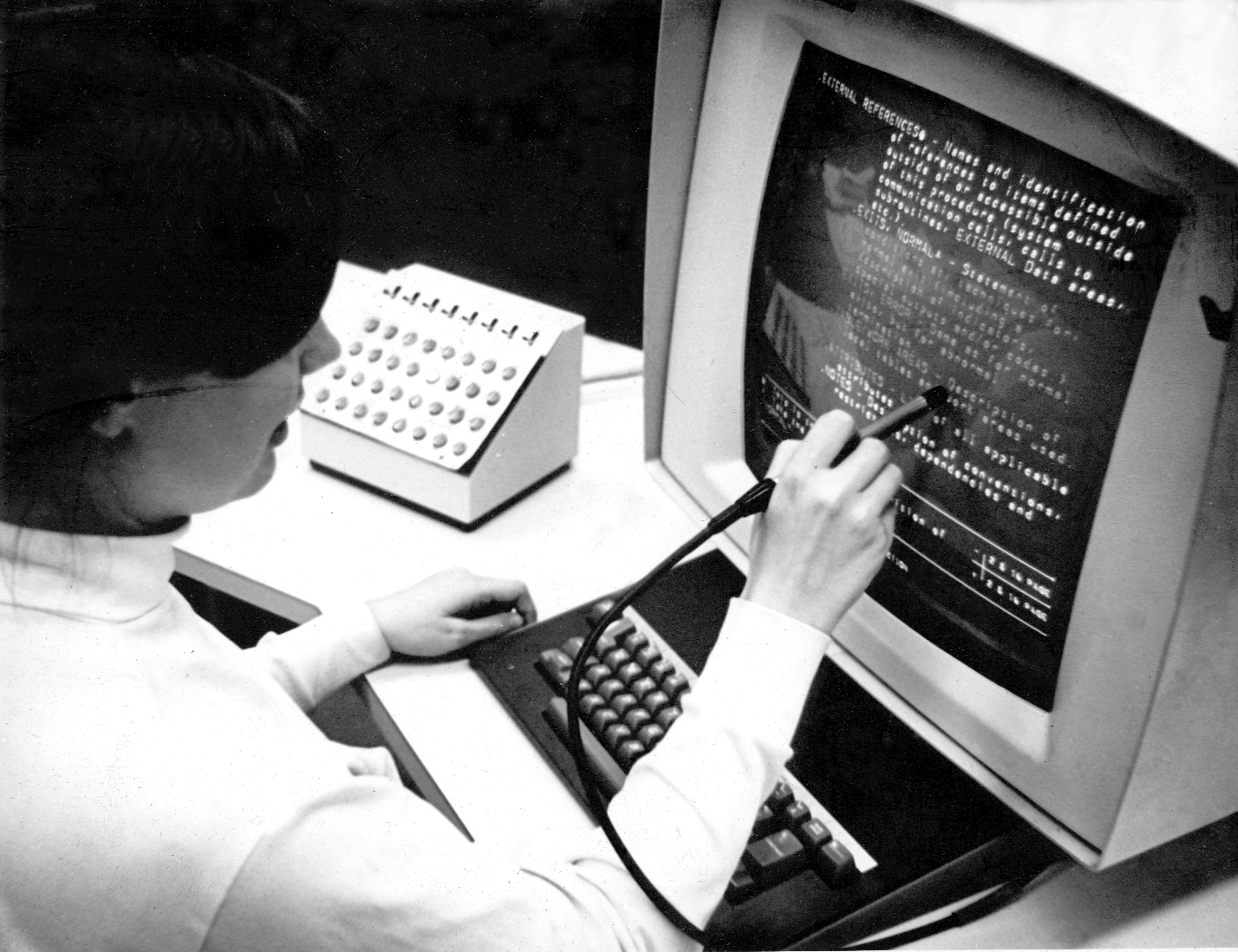
Terminal de dados com caneta óptica (1969).

Uma caneta óptica é um dispositivo de entrada de computador no formato de um bastão sensível à luz usado em conjunto com um monitor CRT. Ele permite ao utilizador apontar objectos na tela ou desenhar sobre a mesma, de modo semelhante a uma tela sensível ao toque mas com grande precisão posicional. Uma caneta óptica pode funcionar com qualquer monitor CRT, mas não com telas LCD, projectores ou outros dispositivos de imagem.

## Características
Uma caneta óptica é um dispositivo bastante simples de implementar. Ela funciona monitorando a súbita e diminuta mudança de brilho num ponto da tela quando o canhão de elétrons percorre o ponto. Ao registrar exactamente onde o escaneamento chegou até aquele momento, ela determina a posição X,Y da caneta. Isto é geralmente obtido fazendo com que a caneta óptica provoque uma interrupção, na qual a posição de varredura possa ser lida de um registrador especial ou computada de um contador ou temporizador. A posição da caneta é actualizada a cada varredura da tela.
A caneta óptica tornou-se moderadamente popular durante o início dos anos 1980. Notabilizou-se no Reino Unido pelo seu uso no Fairlight CMI e no BBC Micro. Todavia, devido ao facto de que o usuário devia manter o braço erguido na frente da tela por longos períodos de tempo, a caneta óptica saiu de uso como dispositivo geral de entrada de dados.